# Axel Schultz
Axel Schultz (ur. 9 listopada 1968 w Bad Saarow) – niemiecki pięściarz, pretendent do tytułu mistrza świata wagi ciężkiej.

## Kariera
Jako amator był brązowym medalistą mistrzostw świata i srebrnym medalistą mistrzostw Europy.
Jako zawodowiec aż trzy raz przystępował do walki o mistrzostwo świata, dwa razy przegrywając (z Georgiem Foremanem i Michaelem Moorerem) oraz raz remisując (z Fransem Bothą). Walczył również o zawodowe mistrzostwo Europy, ale przegrał przed czasem, w ósmej rundzie pojedynek z Wołodymyrem Kłyczką. Po tej walce, w 1999 ogłosił zakończenie kariery, jednak na ring wrócił po siedmiu latach porażką z Brianem Minto.
Ostatecznie z boksem pożegnał się w listopadzie 2006. Jego bilans walk wyniósł 26 zwycięstw (11 przez nokaut), pięć porażek i jeden remis.